# Urocystis ceratocephali
Urocystis ceratocephali är en svampart som beskrevs av Zambett. ex Vánky 1988. Urocystis ceratocephali ingår i släktet Urocystis och familjen Urocystidaceae.   Inga underarter finns listade i Catalogue of Life.